# Judith de Bavière (1103-1131)
Pour les articles homonymes, voir Judith de Bavière et Judith.
Judith de Bavière, duchesse de Souabe (19 mai 1100 – 27 août 1130) était un membre de la puissante dynastie germanique des Welf et la première fille de Henri IX de Bavière et de Wulfhilde de Saxe. Entre 1119 et 1121 environ, elle se marie à Frédéric II de Souabe. Elle est la mère de Frédéric Barberousse.

## Biographie
Judith naquit le 19 mai 1100 de l'union entre Henri IX, duc de Bavière et Wulfhilde, fille de Magnus, duc de Saxe et de Sophie de Hongrie. Elle appartenait donc à la puissante famille allemande des Welfs.  Aînée d'une fratrie composée de quatre garçons, Henri X, Conrad, Welf et Wilfried, et trois sœurs, Sophie, Mathilde et Wulfhild (l'Historia Welforum nomme dans l'ordre Iuditham, Mahtildem, Sophium et Wulfildem comme étant les quatre filles d'Henricus dux ex Wulfilde), elle a également un demi-frère, Adalbert, né d'une relation adultérine de son père avec une femme inconnue et qui deviendra abbé de Corvey.

## Duchesse de Souabe
À une date inconnue située entre 1119 et 1121, elle devint la première femme de Frédéric II, duc de Souabe (1090 – 6  avril 1147). Ce mariage dynastique permit d'unir la Maison des Welfs avec celle des Hohenstaufen, les deux plus puissantes et influentes de toute l'Allemagne. L'Historia Welforum précise que Judith épousa Friderico Suevorum duci mais ne mentionne pas la date.
En 1125, son père soutint dans un premier temps la candidature de son gendre à la succession de l'empereur Henri V comme roi de Germanie mais il se tourna ensuite vers Lothaire III, empereur du Saint-Empire Romain. La défection du père de Judith fut à l'origine d'une violente inimitié entre les Welfs et les Souabes dont les conséquences sur la politique de la région allaient durer tout au long du XIIe siècle. Nous ignorons quelles conséquences cela eut sur les relations entre Judith et son mari mais il est à noter qu'ils n'eurent plus d'enfants après la naissance de Berthe, en 1123. 
Elle mourut le 27 août 1130 et est enterrée à l'abbaye bénédictine de sainte Walburge dans la forêt de Haguenau, dans le Bas-Rhin. Peu de temps après la mort de Judith, Frédéric II épousait sa deuxième femme, Agnès de Sarrebruck.

## Descendance
Judith eut deux enfants :
- Frédéric Ier Barberousse, empereur romain (1122 – 10 juin 1190), marié le 9 juin 1156 à Béatrice Ire, comtesse de Bourgogne, qui lui donna 12 enfants ;
- Berthe (également appelée Judith) (1123 – 18 octobre 1194/25 mars 1195), mariée en 1138 à Mathieu Ier, duc de Lorraine, dont elle eut 7 enfants.